# 히라시마촌 (도쿠시마현)
히라시마촌(平島村)은 도쿠시마현 나카군에 있던 촌이다. 현재의 아난시에 해당한다.

## 역사
- 1889년 10월 1일 - 정촌제 시행에 의해 11촌의 구역으로 성립하였다.
- 1956년 9월 30일 - 이마즈촌과 합병해 나카가와정이 성립, 동일 히라시마촌은 폐지되었다.

## 교통

### 철도
- 일본국유철도
  - 요산선

현재는 구촌 지역에 니시하라역이 있지만 당시에는 미개업 상태였다.

## 참고문헌
- 角川日本地名大辞典 36 徳島県